# Scleria flagellum-nigrorum
Scleria flagellum-nigrorum là loài thực vật có hoa trong họ Cói. Loài này được P.J.Bergius miêu tả khoa học đầu tiên năm 1765.